# Olaf Muthorst
Olaf Muthorst (* 1980) ist ein deutscher Jurist und Hochschullehrer.

## Leben
Nach der Promotion 2008 an der Universität Hamburg zum Dr. iur. lehrt er seit 2017 an der FU Berlin als Professor für Bürgerliches Recht, Verfahrens- und Insolvenzrecht.

## Schriften (Auswahl)
- Das Beweisverbot. Grundlegung und Konkretisierung rechtlicher Grenzen der Beweiserhebung und der Beweisverwertung im Zivil-, Straf- und Verwaltungsverfahren. Tübingen 2009, ISBN 978-3-16-149921-0.
- Grundlagen der Rechtswissenschaft. Methode, Begriff, System. München 2011, ISBN 978-3-406-61974-8.
- Grundzüge des Zwangsvollstreckungsrechts. Baden-Baden 2013, ISBN 3-8329-7674-4.